# Ibrahim al-Shahrani
Ibrahim Al-Shahrani (né le 21 juillet 1974) est un footballeur saoudien.